# Héctor López Alvarado
Héctor López Alvarado (ur. 13 grudnia 1970 w Guadalajarze) – meksykański duchowny katolicki, biskup pomocniczy Guadalajary od 2018.

## Życiorys

### Prezbiterat
Święcenia kapłańskie otrzymał 19 maja 2002 i został inkardynowany do archidiecezji Guadalajara. Pracował głównie jako duszpasterz parafialny, był też m.in. wychowawcą w guadalajarskim seminarium, wikariuszem biskupim dla Wikariatu Matki Bożej Różańcowej oraz współpracownikiem diecezjalnego centrum produkcji telewizyjnych.

### Episkopat
2 lutego 2018 papież Franciszek mianował go biskupem pomocniczym archidiecezji Guadalajara, ze stolicą tytularną Sereddeli. Sakry udzielił mu 21 kwietnia 2018 kardynał Francisco Robles Ortega.